# Culto

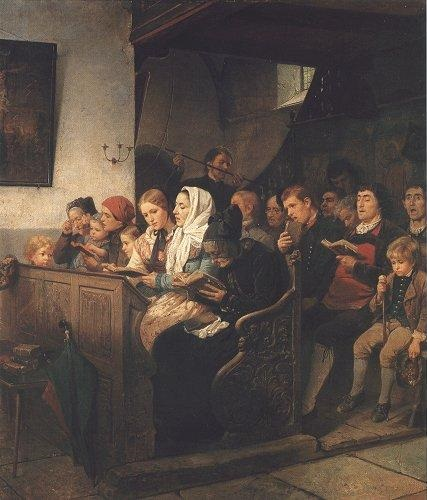
"Adoradores da Igreja da Vila" (1858), tela do pintor suíço Benjamin Vautier.

No contexto religioso litúrgico, um culto (do termo latino cultu) constitui um conjunto de atitudes e ritos pelos quais um grupo de fiéis adora ou venera uma divindade.

## Antecedentes
O culto é uma das manifestações exotéricas (públicas) de uma religião, embora algumas manifestações dele possam ser reservadas aos iniciados e, portanto, pertencerem ao esoterismo. A adoração faz parte das obrigações cuja negligência é classificada como impiedade. Nas religiões não dogmáticas, a prática de direito tem esse caráter exotérico.
Na religião, a leitura dos seus textos sagrados ou a recitação das suas crenças, a elaboração da sua teologia através de regras particulares de hermenêutica, como a fé pessoal dos seus seguidores (para as religiões dogmáticas, ou seja, cuja prática exige a adesão a uma confissão de fé), pertencem ao esoterismo.
Podem ser, dependendo das religiões, todos os seguintes temas ou uma escolha entre estes:
- antes de tudo, sacrifícios mais ou menos simbólicos;
- orações e salmos, hinos ou canções;
- a criação de imagens piedosas, ícones...

Peregrinações, esmolas, imposto religioso (pagamento dado para manter a religião de outrem ou praticar a própria, assumido ou não pelo Estado, como o dízimo, o zacate, o imposto cobrado em alguns países pela prática da religião não oficial, e durante séculos os parias, o benefício eclesiástico, o escusado eclesiástico e o imposto de abadia), o jejum, também são aspectos do culto embora não possam ser incluídos no aspecto litúrgico; eles pertencem ao domínio da lei religiosa.
Tal como a oposição entre religiões de autoridade e religião de direito, a oposição entre religiões icônicas (que incluem o culto e a veneração de imagens) e religiões iconoclastas, é um critério estruturante das ciências religiosas (como a antropologia da religião e a sociologia da religião) .
Um culto desempenha um papel importante para a solidariedade de um grupo e também representa um fator de estabilidade para uma comunidade. Atos como procissão, cerimônia comunicativa (abraço), refeição ritualizada, objetos simbólicos (velas) criam cumplicidade. A pertença à comunidade é expressa e confirmada através de ritos de passagem (nascimento, maturidade, casamento, maternidade, morte).

## Etimologia
Cícero definiu religio como cultus deorum, "o cultivo dos deuses". O "cultivo" necessário para manter uma divindade específica era o cultus desse deus, "o culto", e exigia "o conhecimento de dar aos deuses o que lhes corresponde" (scientia colendorum deorum). O substantivo cultus tem origem no pretérito do verbo colo, colere, colui, cultus, "cuidar, cuidar, cultivar", que originalmente significava "habitar, habitar" e, portanto, "cuidar, cultivar a terra (áger); praticar a agricultura", uma atividade fundamental para a identidade romana, mesmo quando Roma, como centro político, tornou-se completamente urbanizada.
Cultus é frequentemente traduzido como "adoração" sem as conotações negativas que a palavra pode ter em português, ou com a palavra "adoração" do inglês antigo, mas implica a necessidade de manutenção ativa além da adoração passiva. Esperava-se que o Cultus importasse aos deuses como uma demonstração de respeito, honra e reverência; era um aspecto da natureza contratual da religião romana (ver do ut des). Agostinho de Hipona ecoa a formulação de Cícero quando declara: "a religião nada mais é do que o culto de Deus".
O termo "culto" apareceu pela primeira vez em inglês em 1617, derivado do francês culte, que significa "adoração" e que por sua vez se originou da palavra latina cultus que significa "cuidado, cultivo, adoração". O significado de "devoção a uma pessoa ou coisa" remonta a 1829. A partir de 1920, "culto" adquiriu seis ou mais outras definições positivas e negativas. Em francês, por exemplo, as seções dos jornais que apresentam a programação dos cultos dos serviços católicos são intituladas Culte Catholique, enquanto a seção que fornece a programação dos serviços protestantes é intitulada culte réformé.

## A forma moderna do termo culto
Na sua forma moderna, a palavra culto foi originalmente usada por Ernst Troeltsch, que classificou os grupos religiosos em igrejas, seitas e cultos. Descreveu a seita como um pequeno grupo, composto principalmente por indivíduos pobres que, renunciando ao mundo, procuram uma irmandade pessoal e direta; por outro lado, o culto concede mais liberdade de pensamento, é menos sistemático e rigoroso nas suas práticas e na concretização dos seus objetivos. Ou seja, o culto confere ao indivíduo certas liberdades religiosas; em outras palavras, a capacidade de escolher entre diversas alternativas.
Os analistas de hoje descrevem o culto mais como uma rede, do que como uma instituição estabelecida com um conjunto fixo de regras. No culto é o indivíduo quem decide o que constitui a verdade, em que acreditar e o que praticar, com base na sua própria experiência. Assim podemos constatar que nos meios de comunicação há constante referência a termos como "culto ao corpo", "culto ao dinheiro", etc. Parece, portanto, que hoje o termo culto é identificado com uma crença pessoal, em oposição à doutrina, que é ensinada ou apoiada por uma pessoa ou grupo. Esta crença pode ser mais ou menos difundida e partilhada por um grupo mais ou menos grande de pessoas, mas não será guiada por um líder ou instituição. Além disso, o culto não se concentraria num conjunto de princípios morais ou dogmas inquestionáveis, nem teria um livro sagrado como fonte de suas crenças. O culto seria o resultado de uma inovação, e não de uma separação, e designa um grupo que está claramente fora da corrente religiosa dominante.
A partir de uma perspectiva cristã, ao falar sobre culto, Jean-François Mayer diz que este "será distinguido pelo seu apelo a autoridades fora das Escrituras". Alguns sociólogos recorrem, no entanto, ao conceito de culto num sentido não doutrinário, para designar um grupo de origem recente (uma nova religião, na sua fase inicial), pequeno em volume, mal estruturado, reunido em torno de um líder carismático.

## No catolicismo
No âmbito do catolicismo, tais cultos são comumente chamados de Missas. Há também os cultos de Dulia (referente aos santos) e o culto de Latria (a adoração, dada apenas a Deus.) 

## Polêmica entre culto e religião
No Brasil, em 28 de abril de 2014, um juiz da 17ª Vara da Justiça Federal do Rio de Janeiro emitiu uma sentença na qual considerava que os cultos afro-brasileiros não constituíam uma religião, e que suas manifestações religiosas não continham os traços necessários que caracterizariam uma religião. A sentença foi emitida em resposta à uma ação do Ministério Público Federal (MPF), que pedia a retirada de vídeos de cultos evangélicos do YouTube, com conteúdo considerado discriminatório contra religiões de matriz africana.
Com a repercussão negativa da medida, o juiz Eugênio Rosa de Araújo voltou atrás em sua decisão e reconheceu, em 20 de maio de 2014, que "manifestações religiosas afro-brasileiras constituem, de fato, uma religião". Todavia, ele não acatou a solicitação do MPF de retirar do ar os vídeos considerados ofensivos, mesmo os considerando de "mau gosto", em nome da "liberdade de expressão".

## Cultos e a perturbação do sossego

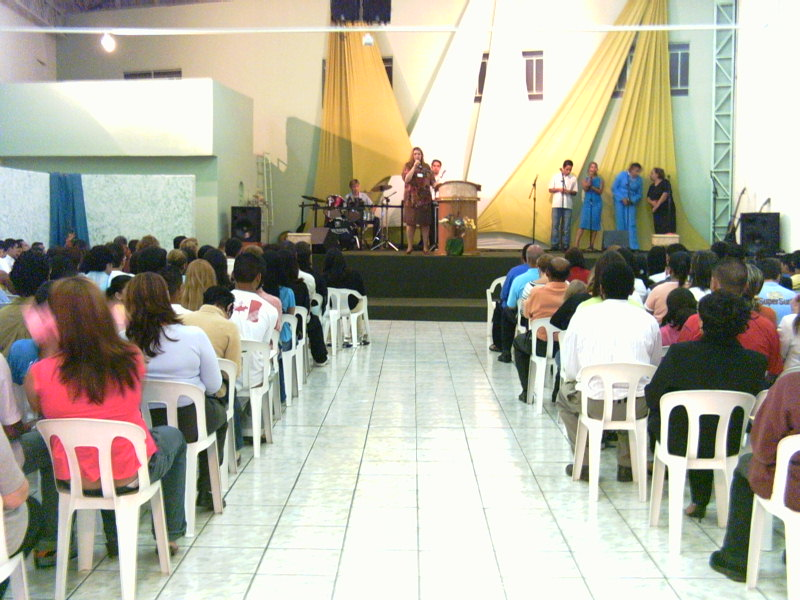
Igreja pentecostal em São Paulo

No Brasil, a relação entre cultos religiosos e a perturbação do sossego se dá frequentemente de maneira conflituosa, colocando em xeque, de um lado, os direitos de vizinhança previstos no Código Civil e, de outro lado, a liberdade pública do direito de fé e manifestação religiosa.
A relação entre a liberdade de culto, garantida pela Constituição Federal, e o direito ao sossego e à qualidade de vida, garantida pela mesma constituição, já foi objeto de pesquisas e estudos. Já houve também propostas legislativas no Congresso Nacional visando limitar os ruídos emitidos por igrejas.